# Ilusión de la introspección
La ilusión de la introspección es un sesgo cognitivo en el que las personas piensan erróneamente que tienen una percepción directa de los orígenes de sus estados mentales, mientras tratan las introspecciones ajenas como poco fiables. La ilusión se ha examinado en experimentos psicológicos y se ha sugerido como base para los sesgos en la forma en que las personas se comparan con los demás. Se ha interpretado que estos experimentos sugieren que, en lugar de ofrecer un acceso directo a los procesos subyacentes a los estados mentales, la introspección es un proceso de construcción e inferencia, del mismo modo que las personas infieren indirectamente los estados mentales de los demás a partir de su comportamiento. 
Cuando las personas confunden la introspección poco confiable con el autoconocimiento genuino, el resultado puede ser una superioridad ilusoria sobre otras personas, por ejemplo, cuando cada persona piensa que es menos parcial y menos conformista que el resto del grupo. Incluso cuando a los sujetos experimentales se les proporcionan informes de las introspecciones de otros sujetos, en la forma más detallada posible, aun califican esas introspecciones como poco confiables mientras tratan las propias como confiables. Aunque la hipótesis de una ilusión de la introspección informa sobre algunas investigaciones psicológicas, podría decirse que la evidencia existente es inadecuada para decidir qué tan confiable es la introspección en circunstancias normales. 
En ciertas situaciones, esta ilusión lleva a las personas a dar explicaciones seguras pero falsas de su propio comportamiento (llamadas "teorías causales" ) o predicciones afectivas de sus futuros estados mentales.
La corrección del sesgo puede ser posible a través de la educación sobre el mismo y su naturaleza inconsciente. 

## Componentes
La frase "ilusión de introspección" fue acuñada por Emily Pronin.  Pronin describe la ilusión como teniendo cuatro componentes:
1. Las personas otorgan una gran importancia a la evidencia introspectiva cuando se evalúan a sí mismas.
2. No dan un peso tan fuerte a la hora de evaluar a los demás.
3. Las personas ignoran su propio comportamiento cuando se evalúan a sí mismos (pero no a los demás).
4. Las propias introspecciones tienen más peso que otras. No es solo que las personas carezcan de acceso a las introspecciones de los demás: solo consideran confiables las propias. [6]

## Falta de fiabilidad de la introspección
La idea de que las personas pueden estar equivocadas acerca de su funcionamiento interno es aplicada por los materialistas eliminativos. Estos filósofos sugieren que algunos conceptos, incluidos "creencia" o "dolor", resultarán ser bastante diferentes de lo que comúnmente se espera a medida que avanza la ciencia. Las conjeturas erróneas que hacen las personas para explicar sus procesos de pensamiento se han denominado "teorías causales".  Las teorías causales proporcionadas después de una acción a menudo solo servirán para justificar el comportamiento de la persona con el fin de aliviar la disonancia cognitiva. Es decir, es posible que una persona no se haya dado cuenta de las verdaderas razones de su comportamiento, incluso cuando intenta explicarlo. El resultado es una explicación que en su mayoría simplemente los hace sentir mejor. Un ejemplo podría ser un hombre que maltrata a otros que tienen una cualidad específica porque se avergüenza de tener esa cualidad. Es posible que no se lo admita a sí mismo, sino que afirme que su prejuicio se debe a que ha llegado a la conclusión de que la cualidad específica es mala.
Un artículo de 1977 de los psicólogos Richard Nisbett y Timothy D. Wilson cuestionó la franqueza y la confiabilidad de la introspección, convirtiéndose así en uno de los artículos más citados en la ciencia de la conciencia.   Nisbett y Wilson informaron sobre experimentos en los que los sujetos explicaban verbalmente por qué tenían una preferencia particular o cómo llegaron a una idea particular. Sobre la base de estos estudios y de las investigaciones de atribución existentes, llegaron a la conclusión de que los informes sobre los procesos mentales están confabulados. Escribieron que los sujetos tenían "poco o ningún acceso introspectivo a procesos cognitivos de orden superior".  Distinguieron entre contenidos mentales (como los sentimientos) y procesos mentales, argumentando que si bien la introspección nos da acceso a los contenidos, los procesos permanecen ocultos. 

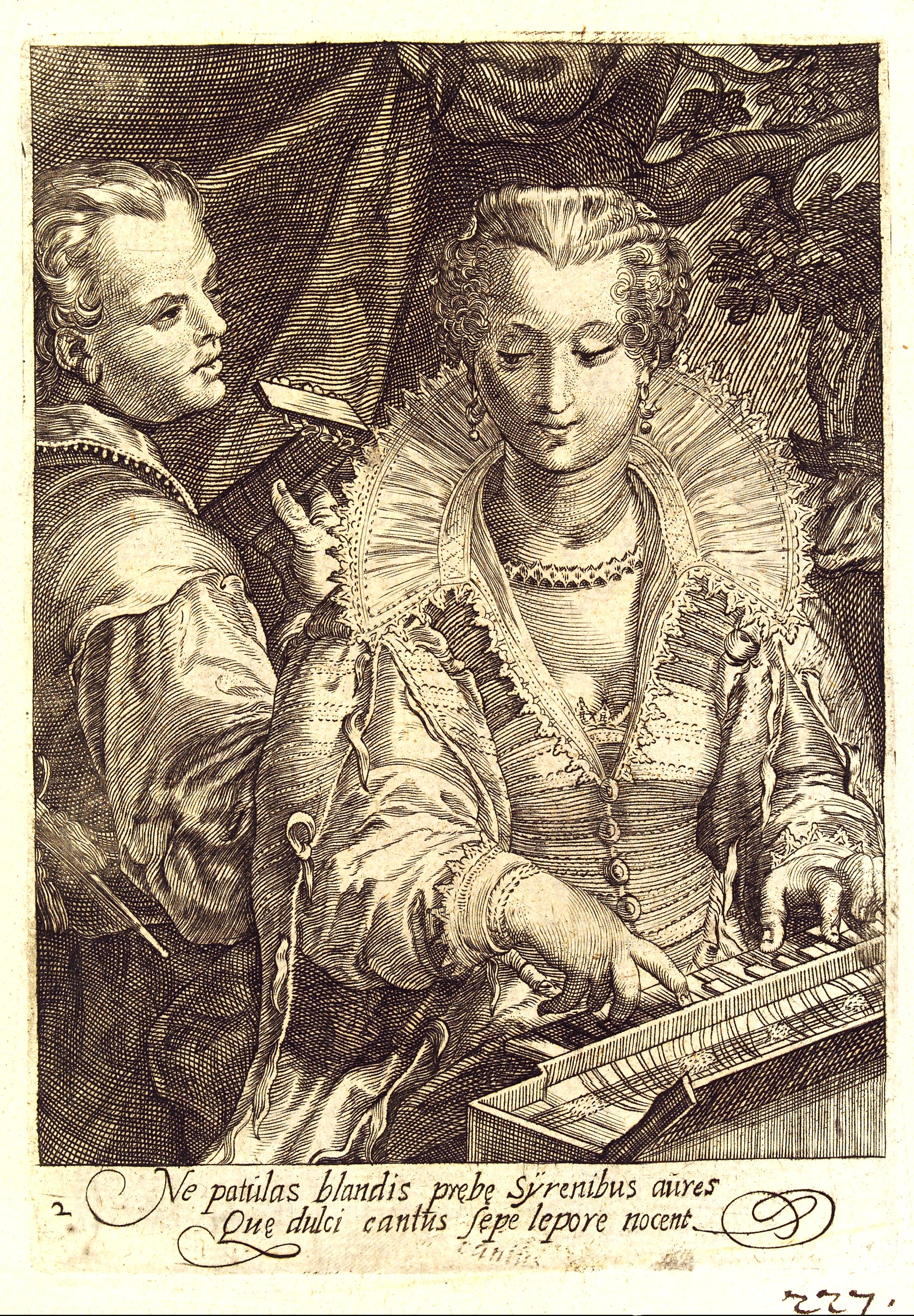
La investigación continúa descubriendo que los humanos desarrollaron solo habilidades limitadas para la introspección.

Aunque del artículo de Nisbett y Wilson surgieron otros trabajos experimentales, las dificultades para probar la hipótesis del acceso introspectivo significaron que la investigación sobre el tema en general se estancó.  Una revisión del artículo realizada en el décimo aniversario planteó varias objeciones, cuestionando la idea de "proceso" que habían utilizado y argumentando que es difícil lograr pruebas inequívocas de acceso introspectivo.  Al actualizar la teoría en 2002, Wilson admitió que las afirmaciones de 1977 habían sido demasiado trascendentales.  En cambio, se basó en la teoría de que el inconsciente adaptativo realiza gran parte del trabajo de percepción y comportamiento momento a momento. Cuando se pide a las personas que informen sobre sus procesos mentales, no pueden acceder a esta actividad inconsciente.  Sin embargo, en lugar de reconocer su falta de percepción, confabulan una explicación plausible y "parecen" no ser "conscientes de su inconsciencia". 
Se organizó un estudio realizado por el filósofo Eric Schwitzgebel y el psicólogo Russell T. Hurlburt para medir el alcance de la precisión introspectiva recopilando informes introspectivos de un solo individuo al que se le dio el seudónimo de "Melanie". A Melanie le dieron un localizador (beeper) que sonaba en momentos aleatorios, y cuando lo hacía tenía que anotar lo que estaba sintiendo y pensando en ese momento. Después de analizar los informes, los autores tenían opiniones encontradas sobre los resultados, la interpretación correcta de las afirmaciones de Melanie y su precisión introspectiva. Incluso después de una larga discusión, los dos autores no estuvieron de acuerdo entre sí en las observaciones finales, siendo Schwitzgebel pesimista y Hurlburt optimista sobre la confiabilidad de la introspección. 

### Factores de la precisión
Nisbett y Wilson hicieron conjeturas sobre varios factores que, según descubrieron, contribuían a la precisión de los autoinformes introspectivos sobre la cognición. 
- Disponibilidad: los estímulos que son muy destacados (ya sea por ser recientes o por ser muy memorables) tienen más probabilidades de ser recordados y considerados como causa de una respuesta.
- Plausibilidad: El hecho de que una persona considere que un estímulo es una causa suficientemente probable de un efecto determina la influencia que tiene en su información sobre el estímulo.
- Eliminación en el tiempo: cuanto mayor es la distancia en el tiempo desde que ocurrió un evento, menos disponible y más difícil es recordarlo con precisión.
- Mecánica del juicio: las personas no reconocen la influencia que los factores de juicio (p. ej., efectos de posición) tienen sobre ellas, lo que lleva a imprecisiones en los autoinformes.
- Contexto: centrarse en el contexto de un objeto distrae la atención de la evaluación de ese objeto y puede llevar a las personas a creer falsamente que sus pensamientos sobre el objeto están representados por el contexto.
- No eventos: la ausencia de un suceso es, naturalmente, menos destacada y menos disponible que el suceso en sí, lo que hace que los no sucesos tengan poca influencia en los informes.
- Comportamiento no verbal: si bien las personas reciben una gran cantidad de información sobre los demás a través de señales no verbales, la naturaleza verbal de transmitir información y la dificultad de traducir el comportamiento no verbal en forma verbal conducen a su menor frecuencia de notificación.
- Discrepancia entre las magnitudes de causa y efecto: debido a que parece natural suponer que una causa de cierta magnitud conducirá a un efecto de magnitud similar, a menudo no se establecen conexiones entre causas y efectos de diferentes magnitudes.

### Desconocimiento del error
Nisbett y Wilson proporcionaron varias hipótesis para explicar la falta de conciencia de las personas sobre sus imprecisiones en la introspección: 
- Confusión entre contenido y proceso : las personas generalmente no pueden acceder al proceso exacto mediante el cual llegaron a una conclusión, pero pueden recordar un paso intermedio previo al resultado. Sin embargo, este paso sigue siendo de naturaleza de contenido, no de proceso. La confusión de estas formas discretas lleva a las personas a creer que son capaces de comprender sus procesos de juicio. Nisbett y Wilson han sido criticados por no proporcionar una definición clara de las diferencias entre contenido mental y procesos mentales. [16]
- Conocimiento de reacciones idiosincrásicas previas a un estímulo : la creencia de un individuo de que reacciona de manera anormal a un estímulo, lo que sería impredecible desde el punto de vista de un observador externo, parece respaldar una verdadera capacidad introspectiva. Sin embargo, estas covariaciones percibidas pueden en realidad ser falsas y las covariaciones verdaderamente anormales son raras.
- Diferencias en teorías causales entre subculturas : las diferencias inherentes entre subculturas discretas requieren que tengan algunas teorías causales diferentes para cualquier estímulo. Por lo tanto, un extraño no tendría la misma capacidad de discernir una causa verdadera que un interno, lo que nuevamente hace que al introspector le parezca que tiene la capacidad de comprender el proceso de juicio mejor que otro.
- Conocimiento atencional e intencional : un individuo puede saber conscientemente que no estaba prestando atención a un determinado estímulo o que no tenía una determinada intención. Una vez más, como percepción que un observador externo no tiene, esto parece indicativo de una verdadera capacidad introspectiva. Sin embargo, los autores señalan que dicho conocimiento puede en realidad inducir a error al individuo en el caso de que no sea tan influyente como podría pensar.
- Retroalimentación inadecuada : Por naturaleza, la introspección es difícil de refutar en la vida cotidiana, donde no hay pruebas de ella y otros tienden a no cuestionar sus introspecciones. Además, cuando la teoría causal del razonamiento de una persona aparentemente no está confirmada, le resulta fácil presentar razones alternativas de por qué la evidencia en realidad no es desconfirmatoria en absoluto.
- Razones motivacionales : Considerar la propia capacidad para comprender su razonamiento como equivalente a la de un extraño es intimidante y una amenaza para el ego y la sensación de control. Por lo tanto, a las personas no les gusta considerar la idea, sino que mantienen la creencia de que pueden realizar una introspección con precisión.

### Críticas
Algunos biólogos evolucionistas critican la afirmación de que la confabulación de justificaciones evolucionó para aliviar la disonancia cognitiva porque supone la evolución de un mecanismo para sentir la disonancia por falta de justificación. Estos biólogos evolutivos sostienen que si las teorías causales no tuvieran una precisión predictiva mayor que los prejuicios que habrían existido incluso sin teorías causales, no habría selección evolutiva para experimentar cualquier forma de malestar por la falta de teorías causales.  Muchos académicos critican la afirmación similar de que el vínculo aparente entre la homofobia y la homosexualidad que se encuentra en los EE. UU. puede explicarse por un vínculo real entre la homofobia y la homosexualidad. Dado que gran parte de la homofobia en los Estados Unidos se debe al adoctrinamiento religioso y, por lo tanto, no está relacionada con las preferencias sexuales personales, argumentan que la aparición de un vínculo se debe a una investigación erótica sesgada por los voluntarios en la que los homófobos religiosos temen el juicio de Dios pero no son registrados como "homosexuales" por psicólogos terrenales, mientras que la mayoría de los no homófobos se dejan engañar por falsos dilemas al suponer que la noción de que los hombres pueden ser sexualmente fluidos es de alguna manera "homofóbica" y "poco ética". 

## Ceguera en la elección
Inspirándose en el artículo de Nisbett y Wilson, Petter Johansson y sus colegas investigaron la percepción de los sujetos sobre sus propias preferencias utilizando una nueva técnica. Los sujetos vieron dos fotografías de personas y se les preguntó cuál les parecía más atractiva. Se les dio una mirada más cercana a su fotografía "elegida" y se les pidió que explicaran verbalmente su elección. Sin embargo, en algunas pruebas, el experimentador les había deslizado la otra fotografía en lugar de la que habían elegido, utilizando la prestidigitación.  La mayoría de los sujetos no se dieron cuenta de que la imagen que estaban mirando no coincidía con la que habían elegido segundos antes. Muchos sujetos confabularon explicaciones de sus preferencias. Por ejemplo, un hombre podría decir "Preferí esta porque prefiero las rubias" cuando en realidad había señalado a la mujer de cabello oscuro, pero le habían entregado una rubia.  Deben haber sido confabulados porque explican una elección que nunca se hizo.  La gran proporción de sujetos que se dejaron engañar por el engaño contrasta con el 84% que, en las entrevistas posteriores a la prueba, afirmó que hipotéticamente habrían detectado un cambio si se hubiera realizado delante de ellos. Los investigadores acuñaron la frase "ceguera a la elección" para esta incapacidad para detectar una discrepancia. 
En un experimento de seguimiento, los compradores de un supermercado probaron dos tipos diferentes de mermelada y luego explicaron verbalmente su elección preferida mientras tomaban más cucharadas del tarro "elegido". Sin embargo, los tarros estaban preparados para que, al explicar su elección, los sujetos probaran la mermelada que en realidad habían rechazado. Se realizó un experimento similar con el té.  Otra variación implicó que los sujetos eligieran entre dos objetos mostrados en diapositivas de PowerPoint y luego explicaran su elección cuando la descripción de lo que eligieron había sido alterada. 
La investigación realizada por Paul Eastwick y Eli Finkel (psicólogo de relaciones)  en la Universidad Northwestern también socavó la idea de que los sujetos tienen una conciencia introspectiva directa de lo que les atrae en otras personas. Estos investigadores examinaron los informes de sujetos masculinos y femeninos sobre lo que les parecía atractivo. Los hombres generalmente informaron que el atractivo físico era crucial, mientras que las mujeres identificaron el potencial de ingresos como lo más importante. Estos informes subjetivos no predijeron sus elecciones reales en un contexto de citas rápidas, ni su comportamiento en las citas en un seguimiento de un mes. 
En consonancia con la ceguera para elegir, Henkel y Mather descubrieron que las personas se convencen fácilmente mediante falsos recordatorios de que eligieron opciones diferentes a las que realmente eligieron y que muestran un mayor sesgo en la memoria que apoya la elección para cualquier opción que creen que eligieron. 

### Críticas
Sin embargo, no está claro hasta qué punto estos hallazgos se aplican a la experiencia de la vida real cuando se tiene más tiempo para reflexionar o utilizar rostros reales (a diferencia de fotografías en escala de grises).  Como señala el profesor Kaszniak: "aunque las teorías a priori son un componente importante de las explicaciones causales de las personas, no son la única influencia, como plantearon originalmente la hipótesis de Nisbett y Wilson. Los actores también tienen acceso privilegiado a la información que incluye cierto grado de acceso introspectivo a estímulos causales y procesos de pensamiento pertinentes, así como un mejor acceso (que los observadores) a los datos de covariación estímulo-respuesta sobre su propio comportamiento".  Otras críticas señalan que las personas que se ofrecen como voluntarias para estudios de laboratorio de psicología no son representativas de la población general y además se comportan de maneras que no reflejan cómo se comportarían en la vida real. Los ejemplos incluyen personas de muchas ideologías políticas no abiertas diferentes, a pesar de su enemistad entre sí, que comparten la creencia de que es "ético" dar una apariencia de seres humanos que justifican creencias y "poco ético" admitir que los humanos tienen una mentalidad abierta en la ausencia de amenazas que inhiban el pensamiento crítico, convirtiéndolas en falsas justificaciones. 

## Cambio de actitud
Los estudios que piden a los participantes que hagan una introspección sobre su razonamiento (para gustar, elegir o creer algo, etc.) tienden a ver una disminución posterior en la correspondencia entre la actitud y el comportamiento de los mismos.  Por ejemplo, en un estudio de Wilson et al., los participantes calificaron su interés en los acertijos que les habían asignado. Antes de la calificación, a un grupo se le había ordenado que contemplara y escribiera sus razones por las que le gustaban o no los rompecabezas, mientras que al grupo de control no se le asignó esa tarea. Luego se registró la cantidad de tiempo que los participantes dedicaron a jugar con cada rompecabezas. La correlación entre las calificaciones y el tiempo dedicado a jugar cada rompecabezas fue mucho menor para el grupo de introspección que para el grupo de control. 
Se realizó un estudio posterior para mostrar la generalización de estos resultados a circunstancias más "realistas". En este estudio, todos los participantes estaban involucrados en una relación romántica estable. A todos se les pidió que calificaran qué tan bien adaptada estaba su relación. A un grupo se le pidió previamente que enumerara todas las razones detrás de sus sentimientos hacia su pareja, mientras que al grupo de control no lo hizo. Seis meses después, los experimentadores hicieron un seguimiento de los participantes para comprobar si todavía estaban en la misma relación. Aquellos a quienes se les pidió que hicieran una introspección mostraron mucha menos coherencia actitud-comportamiento basándose en las correlaciones entre las calificaciones de relaciones anteriores y si todavía estaban saliendo con sus parejas. Esto muestra que la introspección no fue predictiva, pero probablemente también signifique que la introspección ha cambiado la evolución de la relación. 
Los autores teorizan que estos efectos se deben a que los participantes cambian sus actitudes cuando se enfrentan a una necesidad de justificación, sin cambiar sus comportamientos correspondientes. Los autores plantean la hipótesis de que este cambio de actitud es el resultado de una combinación de factores: el deseo de evitar sentirse tonto simplemente por no saber por qué uno se siente de cierta manera; una tendencia a hacer justificaciones basadas en razones cognitivas, a pesar de la gran influencia de las emociones; ignorancia de los sesgos mentales (por ejemplo, efectos halo); y autoconvencimiento de que las razones que uno ha presentado deben ser representativas de su actitud. En efecto, las personas intentan ofrecer una "buena historia" para explicar su razonamiento, lo que a menudo les lleva a convencerse de que en realidad tienen una creencia diferente.  En estudios en los que los participantes eligieron un elemento para conservar, sus informes posteriores de satisfacción con el elemento disminuyeron, lo que sugiere que sus cambios de actitud fueron temporales y regresaron a la actitud original con el tiempo. 

### Críticas
La teoría de que existen procesos mentales que actúan como justificaciones no hacen que el comportamiento sea más adaptativo es criticada por algunos biólogos que sostienen que el costo en nutrientes para la función cerebral selecciona en contra de cualquier mecanismo cerebral que no haga que el comportamiento se adapte más al medio ambiente. Sostienen que el costo en nutrientes esenciales causa aun más dificultades que el costo en calorías, especialmente en grupos sociales de muchos individuos que necesitan los mismos nutrientes escasos, lo que impone dificultades sustanciales para alimentar al grupo y reduce su tamaño potencial. Estos biólogos sostienen que la evolución de la argumentación fue impulsada por la efectividad de los argumentos para cambiar las actitudes de percepción del riesgo y las decisiones de vida o muerte a un estado más adaptativo, ya que las "funciones de lujo" que no mejoraron la supervivencia en la vida o la muerte perderían el "tirón de guerra" evolutivo  contra la elección del ahorro nutricional. Si bien ha habido afirmaciones de que las funciones cerebrales no adaptativas son seleccionadas mediante selección sexual, estos biólogos critican cualquier aplicabilidad a las teorías causales de la ilusión de introspección porque los rasgos seleccionados sexualmente son más incapacitantes como señal de aptitud física durante o después de la pubertad, pero los cerebros humanos requieren la mayor cantidad de nutrientes antes de la pubertad (mejorando las conexiones nerviosas de manera que los cerebros adultos sean capaces de disparar más rápido y con mayor eficiencia de nutrientes). 

## Teorías causalesa priori
En su artículo clásico, Nisbett y Wilson propusieron que las confabulaciones introspectivas resultan de teorías a priori, de las cuales propusieron cuatro orígenes posibles: 
- Reglas culturales explícitas (por ejemplo, detenerse en un semáforo en rojo)
- Teorías culturales implícitas, con ciertos esquemas para posibles relaciones estímulo-respuesta (por ejemplo, un atleta sólo respalda una marca porque le pagan por hacerlo)
- Experiencias de observación individuales que llevan a uno a formar una teoría de la covariación (por ejemplo, "Me siento nervioso. ¡Siempre me pongo nervioso cuando tengo que hablar en las reuniones!").
- Connotación similar entre estímulo y respuesta

Los autores señalan que el uso de estas teorías no conduce necesariamente a suposiciones inexactas, pero esto ocurre frecuentemente porque las teorías se aplican incorrectamente.

## Explicando los sesgos
Pronin sostiene que la dependencia excesiva de las intenciones es un factor que influye en varios sesgos diferentes. Por ejemplo, al centrarse en sus buenas intenciones actuales, las personas pueden sobrestimar su probabilidad de comportarse virtuosamente. 

### En las percepciones de sesgo
El prejuicio de punto ciego es un fenómeno en el que las personas se consideran menos susceptibles al sesgo que su grupo de pares. Emily Pronin y Matthew Kugler sostienen que este fenómeno se debe a la ilusión de introspección.  La interpretación de Pronin y Kugler es que cuando las personas deciden si alguien tiene prejuicios, utilizan un comportamiento abierto. Por otro lado, al evaluar si ellos mismos son parciales o no, las personas miran hacia adentro, buscando en sus propios pensamientos y sentimientos motivos sesgados. Dado que los prejuicios operan inconscientemente, estas introspecciones no son informativas, pero las personas las tratan erróneamente como una indicación confiable de que ellos mismos, a diferencia de otras personas, son inmunes a los prejuicios. 
En sus experimentos, los sujetos tenían que emitir juicios sobre sí mismos y sobre otros sujetos.  Mostraron prejuicios estándar, por ejemplo, calificándose a sí mismos por encima de los demás en cualidades deseables (lo que demuestra una superioridad ilusoria). Los experimentadores explicaron el sesgo cognitivo y preguntaron a los sujetos cómo podría haber afectado su juicio. Los sujetos se calificaron a sí mismos como menos susceptibles al sesgo que otros en el experimento (lo que confirma el punto ciego del sesgo). Cuando tuvieron que explicar sus juicios, utilizaron diferentes estrategias para evaluar sus propios prejuicios y los de los demás. 
Pronin y Kugler intentaron dar a sus sujetos acceso a las introspecciones de los demás. Para ello, hicieron grabaciones de audio de sujetos a quienes se les había dicho que dijeran lo que se les ocurriera mientras decidían si su respuesta a una pregunta anterior podría haber estado afectada por el sesgo. Aunque los sujetos se convencieron a sí mismos de que era poco probable que estuvieran sesgados, sus informes introspectivos no influyeron en las evaluaciones de los observadores. 
Cuando se les preguntó qué significaría ser parcial, los sujetos eran más propensos a definir el prejuicio en términos de pensamientos y motivos introspeccionados cuando se aplicaba a ellos mismos, pero en términos de comportamiento abierto cuando se aplicaba a otras personas. Cuando a los sujetos se les dijo explícitamente que evitaran confiar en la introspección, sus evaluaciones de sus propios prejuicios se volvieron más realistas. 

### En las percepciones de conformidad
Otra serie de estudios realizados por Pronin y sus colegas examinaron las percepciones de conformidad. Los sujetos informaron ser más inmunes a la conformidad social que sus pares. En efecto, se veían a sí mismos "solos entre una multitud de ovejas". La ilusión de introspección parecía contribuir a este efecto. Al decidir si los demás responden a la influencia social, los sujetos observaron principalmente su comportamiento, por ejemplo explicando las opiniones políticas de otros estudiantes en términos de seguir al grupo. Al evaluar su propia conformidad, los sujetos consideran confiables sus propias introspecciones. En sus propias mentes, no encontraron ningún motivo para conformarse, y por eso decidieron que no habían sido influenciados. 

### En percepciones de control y libre albedrío
El psicólogo Daniel Wegner ha sostenido que una ilusión de introspección contribuye a la creencia en fenómenos paranormales como la telequinesis.  Observa que en la experiencia cotidiana, la intención (como querer encender una luz) es seguida por la acción (como accionar un interruptor de luz) de manera confiable, pero los procesos que conectan ambas no son conscientemente accesibles. Por lo tanto, aunque los sujetos puedan sentir que introspeccionan directamente su propia voluntad, la experiencia de control en realidad se infiere de las relaciones entre el pensamiento y la acción. Esta teoría, llamada "causalidad mental aparente", reconoce la influencia de la visión de la mente de David Hume.  Este proceso de detectar cuándo uno es responsable de una acción no es totalmente fiable, y cuando sale mal puede haber una ilusión de control. Esto podría suceder cuando un evento externo sigue y es congruente con un pensamiento en la mente de alguien, sin un vínculo causal real. 
Como prueba, Wegner cita una serie de experimentos sobre el pensamiento mágico en los que se inducía a los sujetos a pensar que habían influido en acontecimientos externos. En un experimento, los sujetos observaron a un jugador de baloncesto realizar una serie de tiros libres. Cuando se les pidió que lo visualizaran realizando sus tiros, sintieron que habían contribuido a su éxito. 
Si la ilusión de introspección contribuye al sentimiento subjetivo de libre albedrío, entonces se deduce que las personas se atribuirán más fácilmente el libre albedrío a sí mismas que a otros. Esta predicción ha sido confirmada por tres de los experimentos de Pronin y Kugler. Cuando se preguntó a los estudiantes universitarios sobre sus decisiones personales en su propia vida y en la de sus compañeros de cuarto, consideraron que sus propias decisiones eran menos predecibles. El personal de un restaurante describió la vida de sus compañeros de trabajo como más determinada (con menos posibilidades de futuro) que sus propias vidas. Al sopesar la influencia de diferentes factores en el comportamiento, los estudiantes dieron el mayor peso a los deseos e intenciones para su propio comportamiento, pero calificaron los rasgos de personalidad como los más predictivos de otras personas. 
Sin embargo, se han publicado críticas a las afirmaciones de Wegner sobre la importancia de la ilusión de introspección para la noción de libre albedrío. 

### Críticas
Las investigaciones muestran que los voluntarios humanos pueden estimar sus tiempos de respuesta con precisión, conociendo de hecho bien sus "procesos mentales", pero sólo con demandas sustanciales de su atención y recursos cognitivos (es decir, se distraen mientras realizan estimaciones). Es probable que dicha estimación sea más que una interpretación post hoc y puede incorporar información privilegiada.   El entrenamiento de la conciencia plena también puede aumentar la precisión introspectiva en algunos casos.    Los hallazgos de Nisbett y Wilson fueron criticados por los psicólogos Ericsson y Simon, entre otros. 

## Corrección
Un estudio que investigó el efecto de educar a las personas sobre los sesgos inconscientes en sus autoevaluaciones posteriores de susceptibilidad al sesgo mostró que aquellos que fueron educados no exhibieron el punto ciego del sesgo, en contraste con el grupo de control. Este hallazgo brinda la esperanza de que estar informado sobre los prejuicios inconscientes, como la ilusión de introspección, pueda ayudar a las personas a evitar hacer juicios sesgados, o al menos hacerles conscientes de que están sesgados. Los hallazgos de otros estudios sobre la corrección del sesgo arrojaron resultados mixtos. En una revisión posterior de la ilusión de introspección, Pronin sugiere que la distinción es que los estudios que simplemente proporcionan una advertencia sobre sesgos inconscientes no verán un efecto de corrección, mientras que aquellos que informan sobre el sesgo y enfatizan su naturaleza inconsciente sí producen correcciones. Por lo tanto, el conocimiento de que el sesgo puede operar durante la conciencia parece ser el factor determinante que lleva a las personas a corregirlo. 
Timothy Wilson ha tratado de encontrar una salida a la "ilusión de introspección", relatada en su libro Strangers to Ourselves. Sugiere que la observación de nuestros propios comportamientos más que de nuestros pensamientos puede ser una de las claves para un conocimiento introspectivo más claro. 

### Críticas
Algunos racionalistas críticos del siglo XXI sostienen que las afirmaciones de corregir ilusiones de introspección u otros sesgos cognitivos representan una amenaza de inmunizarse contra la crítica al alegar que las críticas a las teorías psicológicas que afirman que el sesgo cognitivo son "justificaciones" para el sesgo cognitivo, haciéndolo no falsificable por etiquetado de críticos y también potencialmente totalitarios. Estos racionalistas críticos modernos sostienen que defender una teoría afirmando que supera los prejuicios y alegando que los críticos están sesgados puede defender cualquier pseudociencia de la crítica; y que la afirmación de que "la crítica de A es una defensa de B" es inherentemente incapaz de basarse en evidencia, y que cualquier sesgo real de "la mayoría de los humanos" (si existiera) sería compartido por la mayoría de los psicólogos, por lo tanto, hacen de las afirmaciones psicológicas de sesgos una forma de acusar a las críticas imparciales de ser parciales y comercializar los sesgos como una forma de superarlos.  

## Otras lecturas
- Goldman, Alvin I. (1993). «The Psychology of Folk Psychology».  En Alvin I. Goldman, ed. Readings in philosophy and cognitive science (2 edición). MIT Press. pp. 347-380. ISBN 978-0-262-57100-5.
- Gopnik, Alison (1993). «How We Know Our Own Minds: The Illusion of First-person Knowledge of Intentionality».  En Alvin I. Goldman, ed. Readings in philosophy and cognitive science (2 edición). MIT Press. pp. 315-346. ISBN 978-0-262-57100-5.
- Wilson, Timothy D. (2003). «Knowing When to Ask: Introspection and the Adaptive Unconscious».  En Anthony Jack; Andreas Roepstorff, eds. Trusting the subject?: the use of introspective evidence in cognitive science. Imprint Academic. pp. 131-140. ISBN 978-0-907845-56-0.
- Pronin, Emily; Gilovich, Thomas; Ross, Lee (2004). «Objectivity in the Eye of the Beholder: Divergent Perceptions of Bias in Self Versus Others». Psychological Review 111 (3): 781-799. PMID 15250784. doi:10.1037/0033-295X.111.3.781.
- Gibbs Jr., Raymond W. (2006). «Introspection and cognitive linguistics: Should we trust our own intuitions?». Annual Review of Cognitive Linguistics 4 (1): 135-151. doi:10.1075/arcl.4.06gib.
- Johansson, Petter; Hall, Lars; Sikström, Sverker (2008). «From change blindness to choice blindness». Psychologia 51 (2): 142-155. doi:10.2117/psysoc.2008.142. Archivado desde el original el 18 de mayo de 2016.